# Upminster Bridge (métro de Londres)
Upminster Bridge est une station du métro de Londres.

## Historique de la station
La station fut réédifiée en 1934, et, sur le plancher de l'édicule, les carreaux sont dans un motif plutôt similaire à un svastika, en vogue au temps.

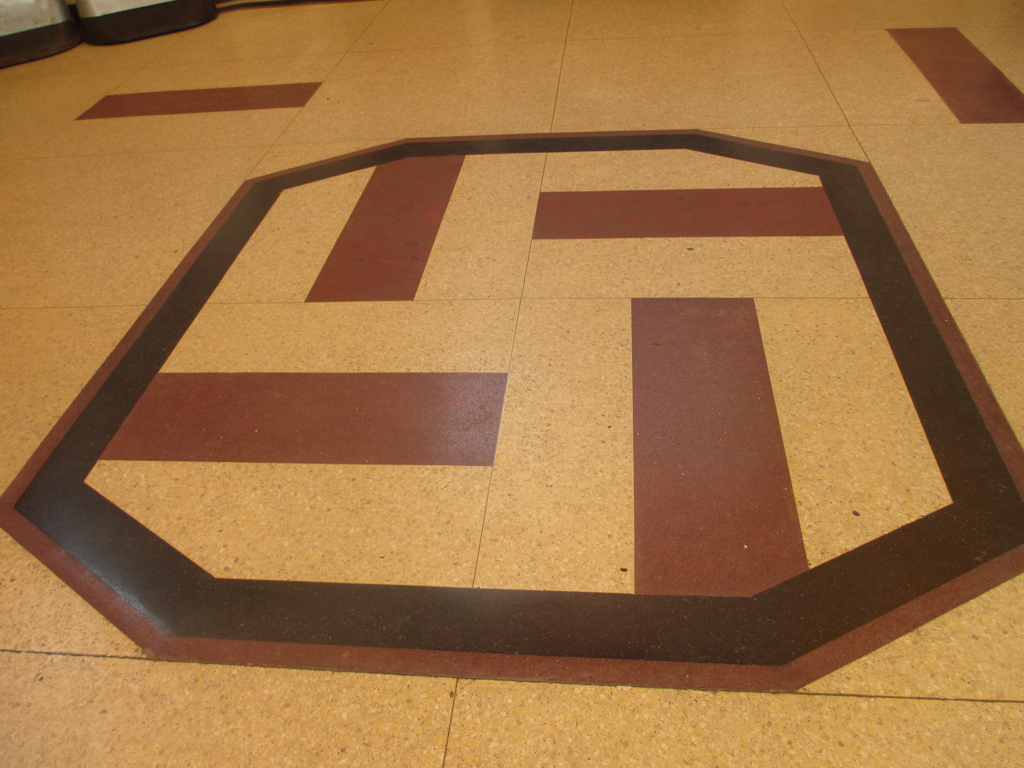
Le svastika motif sur le plancher